# Arguel, Doubs
Arguel är en kommun i departementet Doubs i regionen Bourgogne-Franche-Comté i den östra delen av Frankrike. Kommunen ligger i kantonen Besançon-Sud som tillhör arrondissementet Besançon. År 2015 hade Arguel 274 invånare.

## Befolkningsutveckling
Antalet invånare i kommunen Arguel
Referens:INSEE